# Marwan al-Barghusi
Marwan al-Barghusi (ur. 1958 w Kubar) – palestyński działacz nacjonalistyczny.

## Życiorys
Urodził się w 1958 roku. W wieku 15 lat dołączył do al-Fatah. W 1974 roku został aresztowany przez Izraelczyków pod zarzutem członkostwa w grupie zbrojnej. W więzieniu spędził cztery lata. Po opuszczeniu więzienia był przewodniczącym stowarzyszenia studentów na Uniwersytecie Bir Zajt, gdzie ukończył studia politologiczne. W 1987 roku przyłączył się do pierwszej intifady. Był uznawany za jednego z dowódców intifady na Zachodnim Brzegu. W trakcie powstania został zatrzymany przez Izraelczyków i deportowany do Jordanii. Na tereny palestyńskie pozwolono mu powrócić po siedmiu latach. Od połowy lat 90. dowodził militarną frakcją al-Fatahu Tanzim. W drugiej połowie lat 90. pełnił urząd sekretarza generalnego al-Fatahu na Zachodnim Brzegu, a w 1996 roku wybrany został do Palestyńskiej Rady Ustawodawczej. 
W 2000 roku skrytykował Jasira Arafata oraz oskarżył służby bezpieczeństwa Autonomii Palestyńskiej o korupcję i łamanie praw człowieka. Jeszcze w tym samym roku zorganizował Brygady Męczenników Al-Aksa i Palestyńskie Siły Narodowe i Islamskie. W 2001 roku przeżył zamach zorganizowany przez izraelskie służby. W kwietniu 2002 roku został schwytany przez Izraelczyków i skazany na pięciokrotnie dożywocie (za pięć zabójstw) i 40 lat więzienia (za usiłowanie morderstwa). 